# Don Pratt
Don Forrester Pratt (ur. 12 lipca 1892 w Brookfield, zm. 6 czerwca 1944 w Normandii) – amerykański generał, zastępca dowódcy 101 Dywizji Powietrznodesantowej podczas lądowania w Normandii. Był pierwszym amerykańskim żołnierzem w randze generała, który zginął we Francji.

## Życiorys
Od 1932 do 1936 służył jako adiutant dowódcy 15 Pułku Piechoty w Tiencinie w Chinach. Następnie był instruktorem w szkole piechoty w Fort Benning w Georgii od 1937 do 1941
Podczas operacji Overlord, generał Pratt otrzymał rozkaz podziału żołnierzy rezerwy 101 Dywizji. Szybowiec  generała spadł z 40-metrowej wysokości. Jego pilot, podpułkownik Murphy, był poważnie ranny. Gałęzie drzewa przeszły przez kokpit, zabijając podporucznika Butlera. Pratt, siedząc w jeepie, zmarł z powodu złamanego karku.
Został pochowany na Cmentarzu Narodowym w Arlington.

## Kultura masowa
Incydent ze śmiercią generała został wykorzystany przez twórców filmu Szeregowiec Ryan, z tym że osoba generała Pratta została zastąpiona postacią generała Amenda.